# Johan V av Sachsen-Lauenburg
Hertig Johan V av Sachsen-Lauenburg, ibland titulerad Johan IV, född 18 juli 1439, död 15 augusti 1507, hertig av Sachsen-Lauenburg 1463-1507. Son till hertig Bernhard II av Sachsen-Lauenburg (död 1463) och Adelheid av Pommern (död efter 1445).
Johan gifte sig 12 februari 1464 med Dorothea av Brandenburg (1446-1519). Paret fick följande barn:
1. Erik av Sachsen-Lauenburg (död 1522), biskop av Hildesheim och Münster
2. Magnus I av Sachsen-Lauenburg (död 1543), hertig av Sachsen-Lauenburg
3. Bernhard av Sachsen-Lauenburg (död 1524), kanik i Köln och Magdeburg
4. Johan av Sachsen-Lauenburg (död 1547), biskop av Hildesheim
5. Rudolf av Sachsen-Lauenburg (död 1503)
6. Sophie av Sachsen-Lauenburg, gift med greve Anton I av Holstein-Schauenburg (död 1526)
7. Katharina av Sachsen-Lauenburg, nunna i Rheinbeck
8. Elisabeth av Sachsen-Lauenburg (död efter 1542), gift med hertig Heinrich IV av Braunschweig-Grubenhagen (död 1526)
9. Anna av Sachsen-Lauenburg (död 1504), gift 1. med greve Johann av Lindau-Ruppin (död 1500), 2. med greve Friedrich av Spielberg (död 1537)